# Districtul Seddouk
Seddouk este un district din provincia Béjaïa, Algeria.